# The Precious Parcel
The Precious Parcel é um curta-metragem mudo norte-americano de 1916, do gênero comédia, com participação de Oliver Hardy.

## Elenco
- Oliver Hardy - (como Babe Hardy)
- Billy Ruge

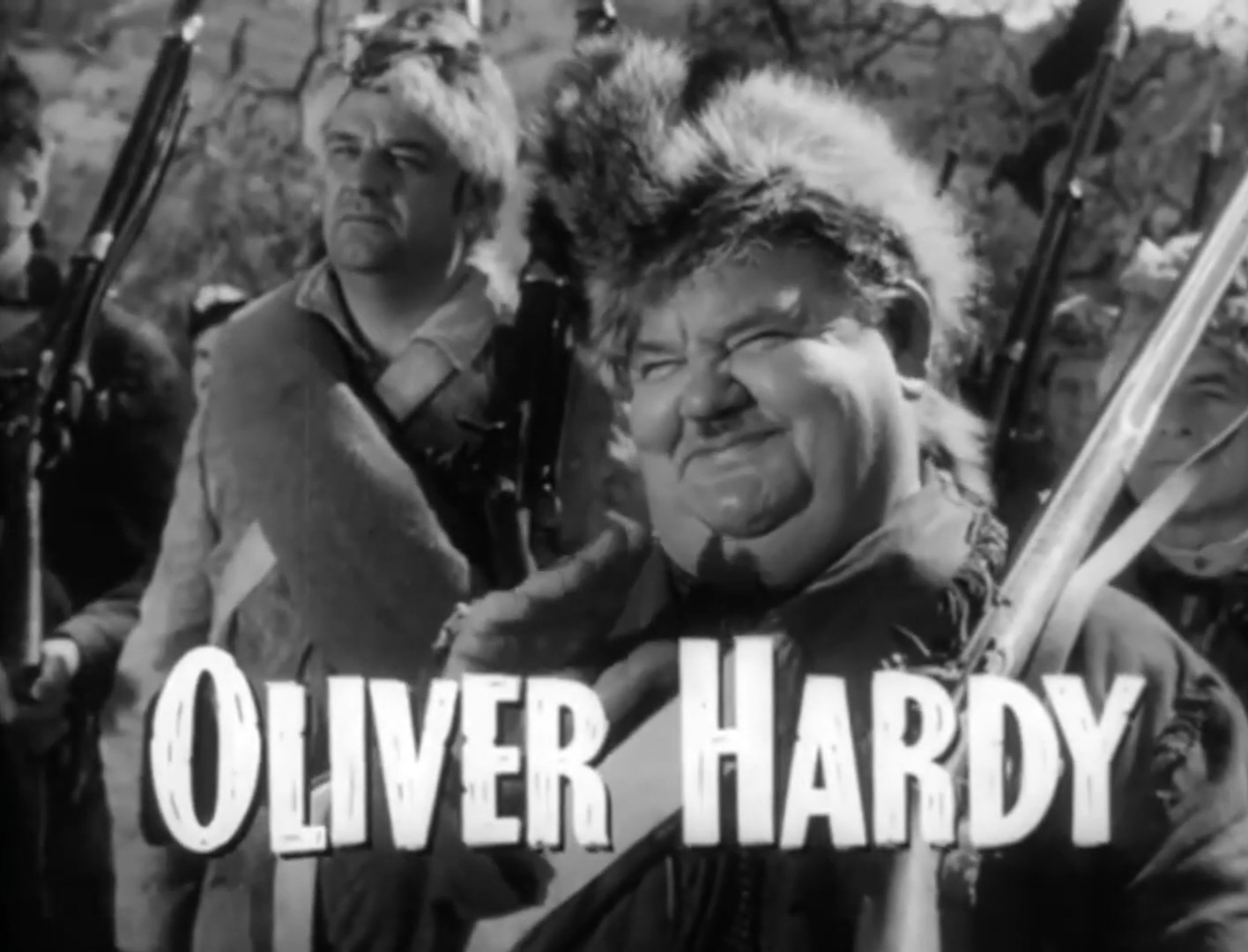
Oliver Hardy

- Florence McLaughlin - (como Florence McLoughlin)
- Edna Reynolds